# منزل إبيانة إي
منزل إبيانة إي (بالفارسية: خانه ابیانه‌ای) هو منزل تاريخي يعود إلى عصر القاجاريون، ويقع في مقاطعة نطنز.